# 成中杰
成中杰（1938年—），男，湖北阳新人，美籍华裔太阳物理学家，曾任美国海军试验室Hulburt太空研究中心天体物理研究顾问。

## 家庭
父亲成惕轩，母亲徐文淑。哥哥成中英、成中豪，妹妹成中平。

## 纪念
- 中国天文学会纪念成中杰奖